# Josimar
Josimar Higino Pereira (* 19. září, 1961, Rio de Janeiro) je bývalý brazilský fotbalista. Hrál za Botafogo FR, reprezentoval Brazílii na mistrovství světa ve fotbale 1986, kde vstřelil dva góly a byl zvolen do all-stars týmu šampionátu. Byl typem moderního krajního obránce, který vedle plnění defenzivních povinností zvládá také podporovat útok. Pomohl Brazilcům vyhrát Copa América 1989, ale problémy v osobním životě mu neumožnily plně rozvinout svůj talent.